# Expressens Björn Nilsson-pris för god kulturjournalistik

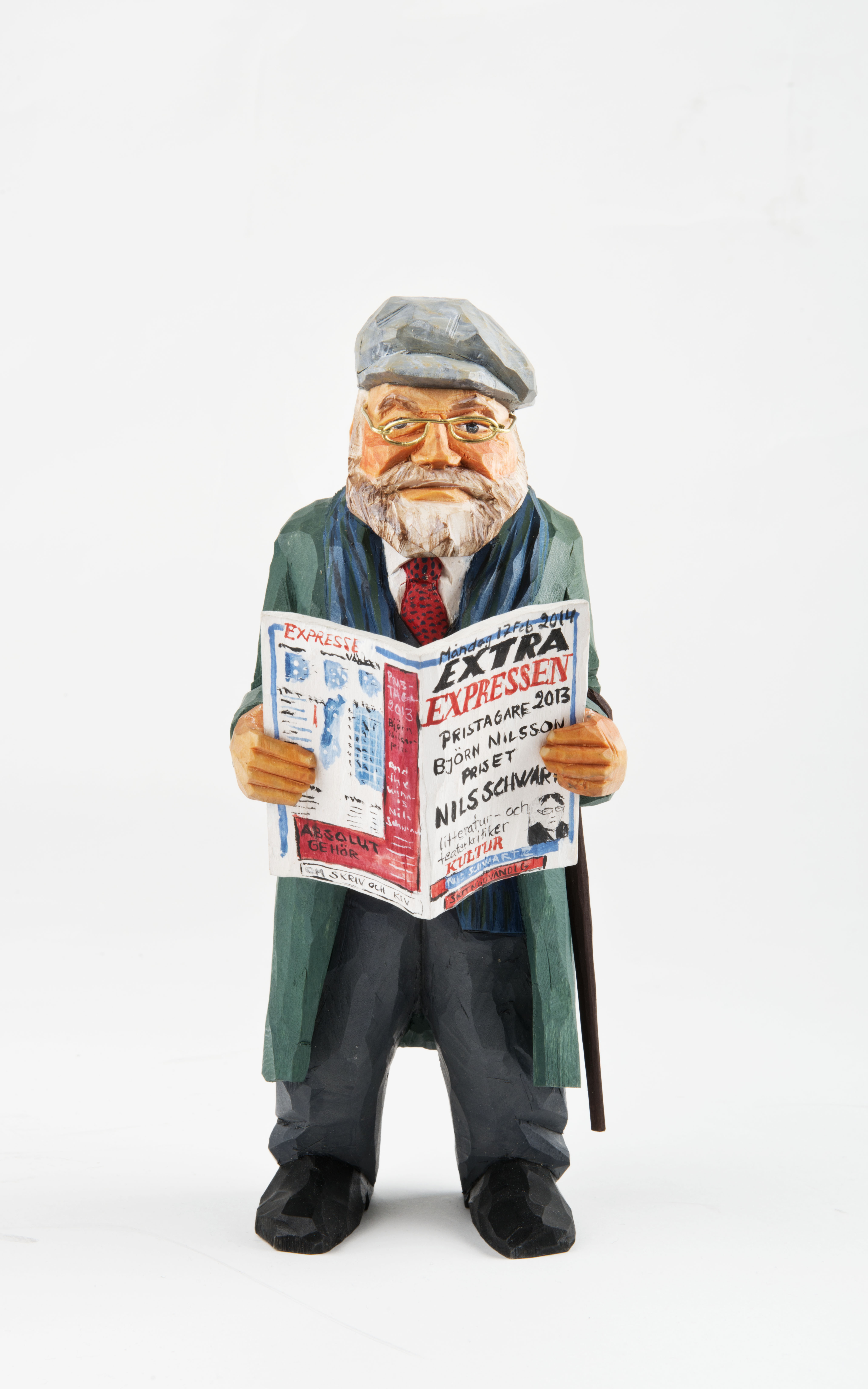
Expressens Björn Nilsson-pris för god kulturjournalistik.

Expressens Björn Nilsson-pris för god kulturjournalistik delas sedan 1994 årligen ut av Expressens kulturredaktion. Priset är namngivet efter Expressenskribenten Björn Nilsson, som också var förste pristagare. Juryn består av Expressens kulturredaktion och priset utgörs av ett diplom, en av Urban Gunnarsson snidad träfigur som föreställer Björn Nilsson samt 30 000 kronor.

## Pristagare
- 1994 – Björn Nilsson
- 1995 – Kristina Lugn
- 1996 – Ulrika Knutson
- 1997 – Per Svensson
- 1998 – Jan Olov Ullén
- 1999 – MarieLouise Samuelsson
- 2000 – Camilla Lundberg
- 2001 – Karin Johannisson
- 2002 – Fredrik Lindström
- 2003 – Sigrid Kahle
- 2004 – Leif Zern
- 2005 – Eva Beckman
- 2006 – Göran Greider
- 2007 – Åsa Linderborg
- 2008 – Peter Englund[1]
- 2009 – Madeleine Grive[2]
- 2010 – Nina Björk[3]
- 2011 – Johan Hakelius[4]
- 2012 – Lena Andersson[5]
- 2013 – Nils Schwartz[6]
- 2014 – Natalia Kazmierska[7]
- 2015 – Ebba Witt-Brattström[8]
- 2016 – Karl Ove Knausgård
- 2017 – Ola Söderholm[9]
- 2018 – Kerstin Gezelius
- 2019 – Matilda Voss Gustavsson[10][11]
- 2020 – Kristoffer Leandoer[12]
- 2021 – Mats Jonsson
- 2022 – Alex & Sigge
- 2023 – Mikaela Blomqvist[13]
- 2024 – Elisabeth Åsbrink[14]